# Виибстеська сільська рада
Ви́ибстеська сільська рада (ест. Võõbste külanõukogu, рос. Выбстеский сельский совет) — сільська рада в Естонській РСР, адміністративно-територіальна одиниця в складі повіту Тартумаа (1945—1950) та Тартуського району (1950—1954).

## Населені пункти
Сільській раді підпорядковувалися населені пункти:
поселення (asundus): Каарлі (Kaarli), Кастре (Kastre), Аруайа (Aruaia);
села: Прааґа (Praaga), Виибсте (Võõbste), Кирвесілла (Kõrvesilla).

## Історія
13 вересня 1945 року на території волості Мякса в Тартуському повіті утворена Виибстеська сільська рада з центром у селі Виибсте. Головою сільської ради обраний Аугуст Коорт (August Koort), секретарем — Вольдемар Ламбінг (Voldemar Lambing).
26 вересня 1950 року, після скасування в Естонській РСР повітового та волосного поділу, сільська рада ввійшла до складу новоутвореного Тартуського сільського району.
17 червня 1954 року в процесі укрупнення сільських рад Естонської РСР Виибстеська сільська рада ліквідована. Її територія склала східну частину Мяксаської сільської ради.